# Bombyliinae
Bombyliinae (лат.) — подсемейство двукрылых из семейства жужжал (Bombyliidae). Встречается во всех зоогеографических областях. Одно из двух крупнейших подсемейств жужжал, включает около 1100 видов.

## Описание
Мелкие, средние и крупные по размеру мухи жужжала (от 3 мм у Bombyliini до 22 мм у Eclimini). Типичные виды Bombyliinae в основном коренастые и волосатые, с длинным, тонким хоботком, широким и овальным брюшком и шиповатыми голенями. Многие имаго имеют пчелиный вид. Скапус усика часто длиннее ширины, очень длинный у некоторых Eclimini, очень широкий у Conophorini. Педицель длиннее, чем ширина у некоторых Eclimini. Жгутик различной формы, состоит из трёх, двух или одного членика с вершинным стилетом или без него; основания усиков тесно сближены. Глаза самцов почти всегда голоптические (разделены шириной срединного глазка или меньше), с фасетками одинакового размера дорсально и вентрально. Лицо почти всегда опушено; наличник не достигает оснований усиков; лабрум простой, дорсальная поверхность склеротизирована; лабеллы мясистые или удлинённые. Щупики с одним или двумя сегментами, апикальный сегмент крупный у Eclimini, пальповая ямка присутствует или отсутствует; цибариум простой; максиллы соединены вентрально или разделены. Задние тенториальные ямки округлые; посткраниум плоский или слегка опушённый; есть одно затылочное отверстие; затылочные камеры присутствуют и хорошо развиты, за исключением некоторых Eclimini; затылочные аподемы присутствуют почти у всех, кроме Marmasoma. Задний глазной край простой или извилистый, когда извилистый (Heterostylum, Eurycarenus, Triploechus, Efflatounia и Karakumia), он простой и не связан с короткой биссектрисой между глазными фасетками, как у Anthracinae. Щёки с одним внутренним гребнем у некоторых Eclimini, голова шире своей высоты. Крылья с тремя ветвями жилки Rs; М2 и dm-cu присутствуют. Пропрестернум грушевидной формы; препрококсальный мостик присутствует у Eurycarenus; тергальный фулкрум и преаларные щетинки присутствуют; анэпимерон, латеротергит и медиотергит голые или волосатые; есть одна или две пары среднеголенных шпор, присутствуют только у Conophorini.
Личинки Bombyliinae являются паразитоидами, питающимися неполовозрелыми особями широкого спектра Orthoptera, Coleoptera и Hymenoptera, и являются естественными врагами в борьбе с вредителями. Например, личинки Anastoechus chinensis используются для борьбы с перелётной саранчой Locusta migratoria в Китае (Du et al., 1993), поскольку они потребляют пачки яиц саранчи в почве. Имаго Bombyliinae — опылители, питающиеся нектаром и пыльцой. Иногда можно наблюдать воздушные споры между самцами, поддерживающими территории в системах спаривания, основанных на ориентирах, как и у некоторых других Bombyliidae (например, Dodson & Yeates, 1990; Yeates & Dodson, 1990). Модифицированные волоски на костах крыла самца и грудные выступы, обнаруженные у Thevenetimyia, связаны с воздушными боями на вершинах холмов. Самки Bombyliinae часто встречаются на песчаной почве, к которой прикасаются вершиной своего брюшка, пока они манипулируют песком в своей песочной камере (песочная камера представляет собой сложную структуру, включающую модификацию тергитов и стернитов нескольких терминальных сегментов гениталий самки); песок позже используется для покрытия яиц.

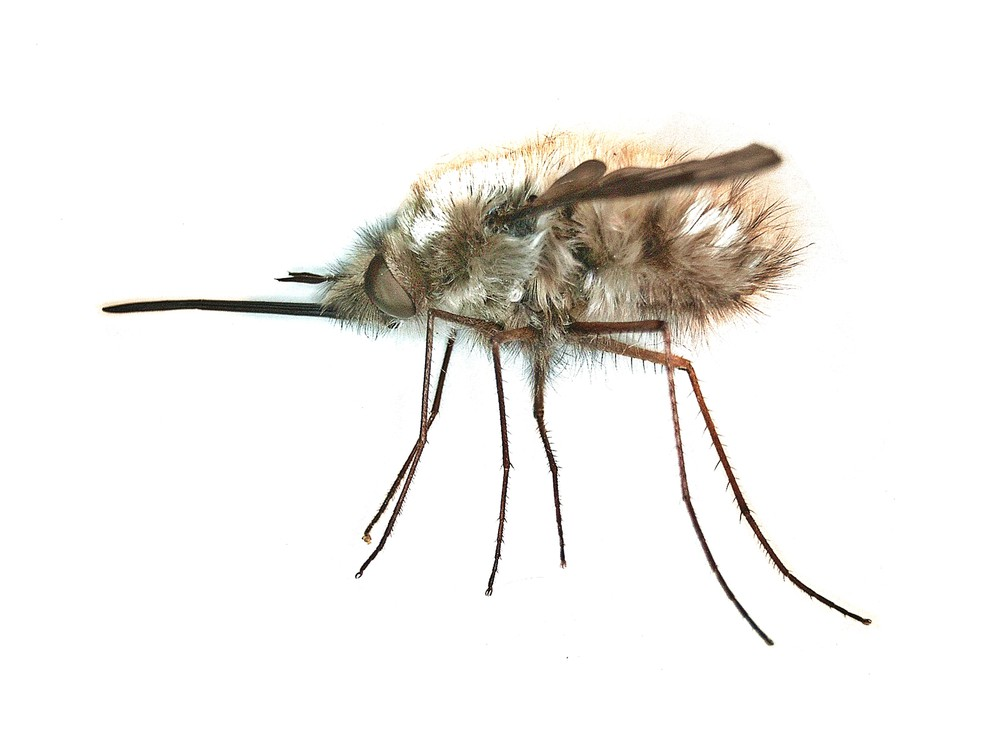
Bombylius major
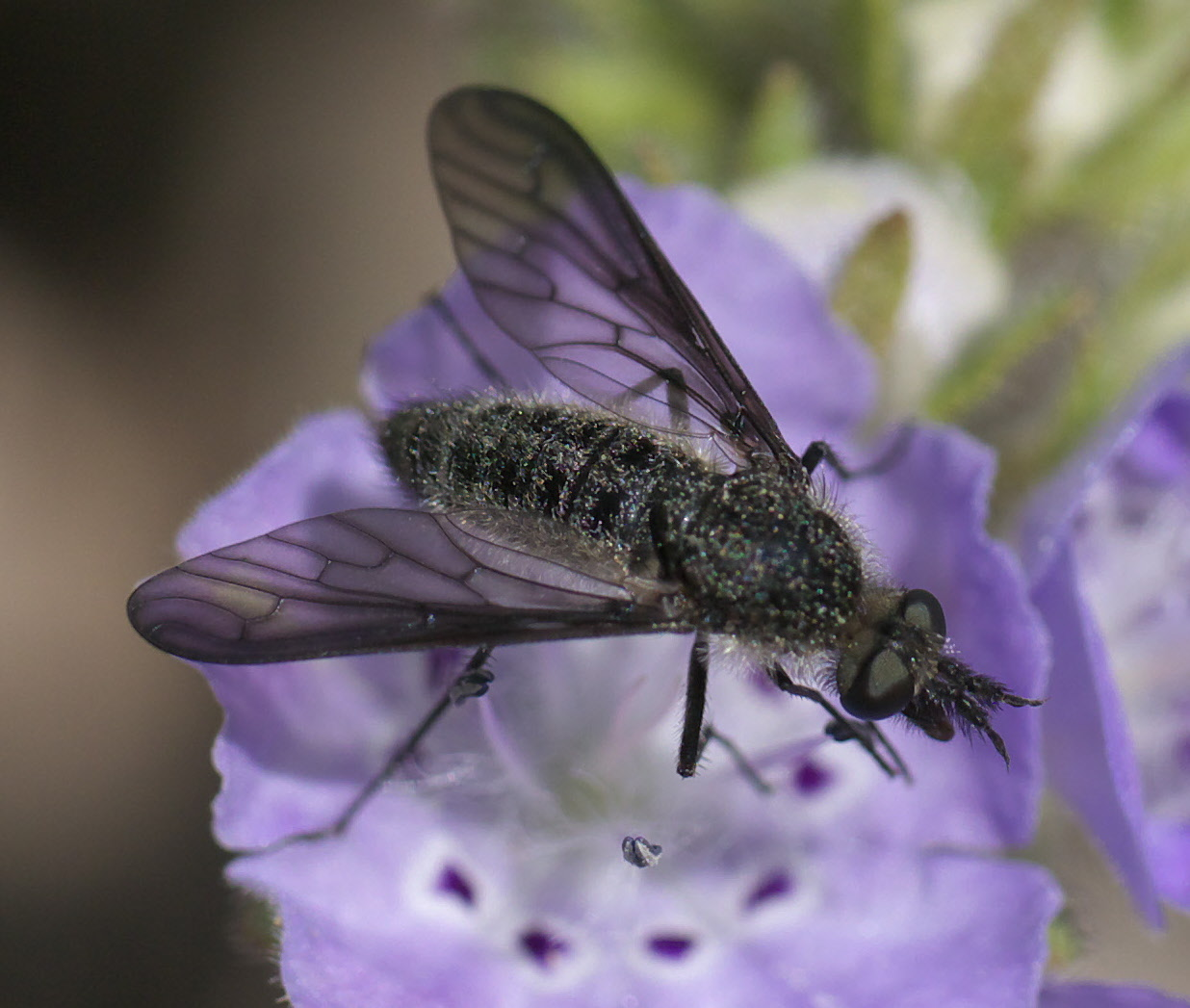
Aldrichia ehrmanii
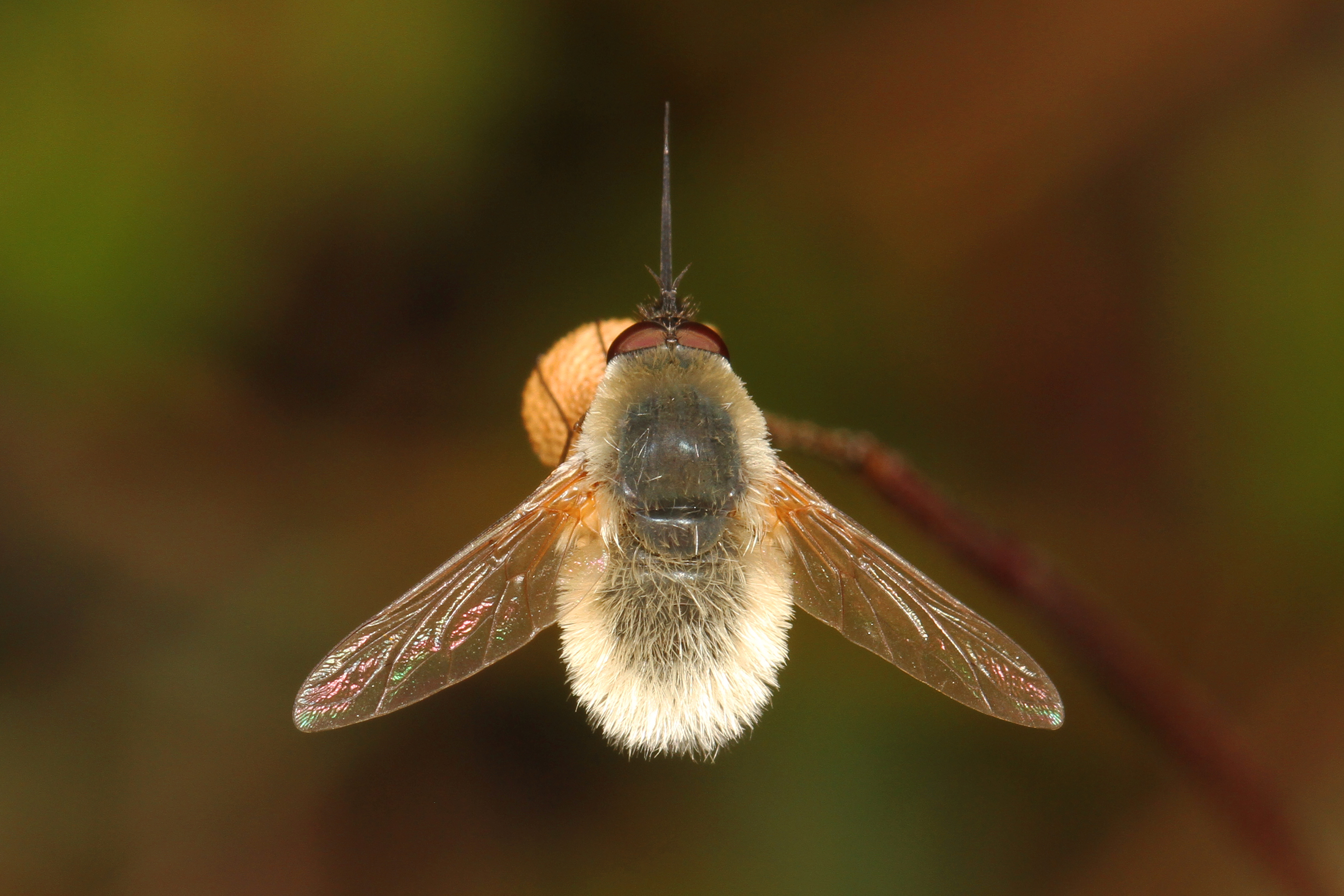
Systoechus candidulus
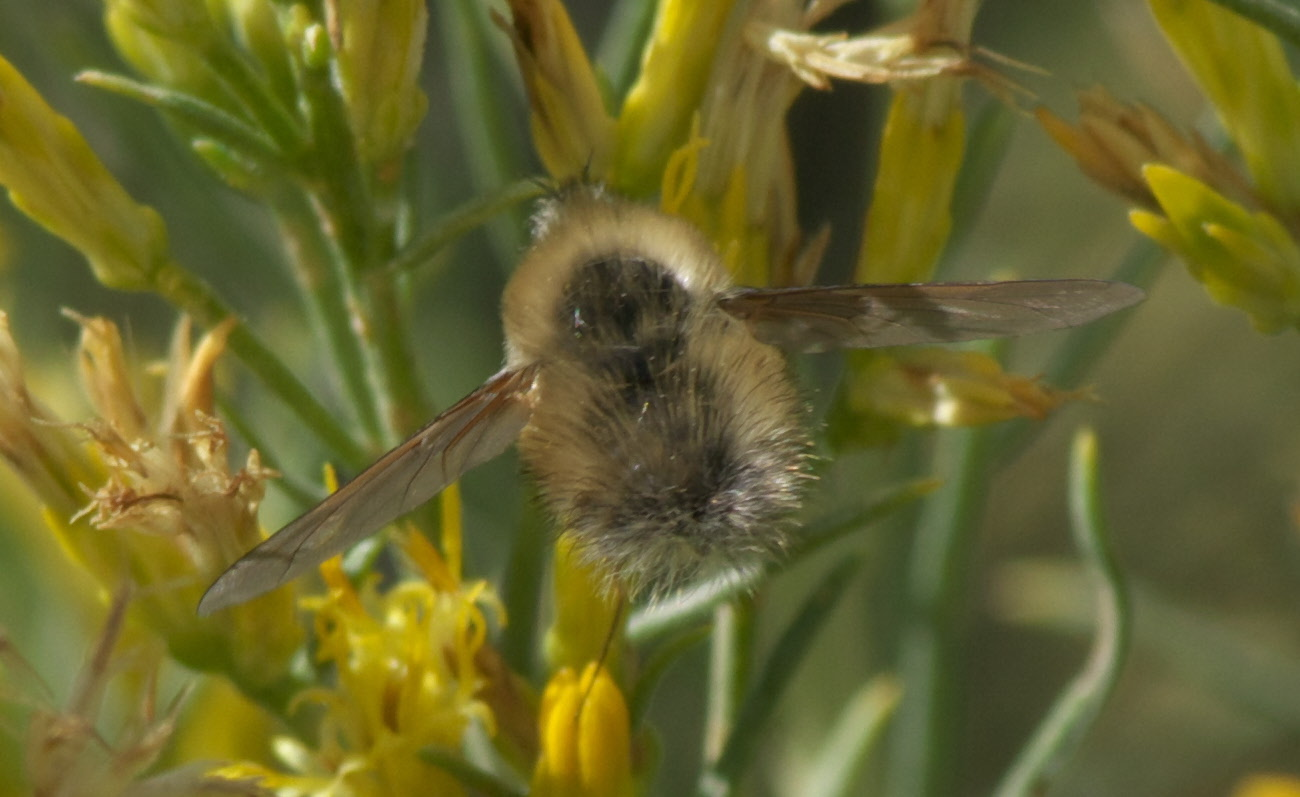
Anastoechus

## Классификация
Включает более 70 родов около 1100 видов. Ранее таксон рассматривался в широком таксономическом объёме и включал многие группы (Cythereini, Mariobezzini и другие), позднее выделенные из него в отдельные подсемейства (Crocidiinae, Cythereinae, Mariobezzinae). Филогенетический анализ показал монофилию Bombyliinae, а Lordotinae является сестринской группой Bombyliinae. Внутри Bombyliinae, Conophorini является сестрой для остальных трибам. На гондванское происхождение основных родов Bombyliinae указывает биогеографический анализ.
Подсемейство Bombyliinae Latreille, 1802
- Триба Acrophthalmydini Hull
  - Род Acrophthalmyda Bigot, 1858
  - Род Paramonovius Li & Yeates, 2019
  - Род Sisyromyia White, 1916
- Триба Adelidini Li & Yeates, 2019
  - Род Adelidea Macquart, 1840
  - Род Platamomyia Brèthes, 1924
  - Род Sosiomyia Bezzi, 1921
- Триба Bombyliini Latreille, 1802
  - Род Anastoechus Osten Sacken, 1877
  - Род Australoechus Greathead, 1995
  - Род Beckerellus Greathead, 1995
  - Род Bombomyia Greathead, 1995
  - Род Bombylella Greathead, 1995
  - Род Bombylisoma Rondani, 1856
  - Род Bombylius Linnæus, 1758
  - Род Choristus Walker, 1852
  - Род Cryomyia Hull, 1973
  - Род Dissodesma
  - Род Doliogethes Hesse, 1938
  - Род Efflatounia Bezzi, 1924
  - Род Eremyia Greathead, 1996
  - Род Eristalopsis Evenhuis, 1985
  - Род Euchariomyia Bigot
  - Род Eurycarenus Loew, 1860
  - Род Heterostylum Macquart, 1848
  - Род Karakumia Paramonov, 1926
  - Род Lambkinomyia
  - Род Lepidochlanus Hesse, 1938
  - Род Mandella Evenhuis, 1983
  - Род Meomyia Evenhuis, 1983
  - Род Nectaropota Philippi, 1865
  - Род Neobombylodes Evenhuis, 1978
  - Род Nigromyia
  - Род Parachistus Greathead, 1980
  - Род Parasystoechus Hall, 1975
  - Род Parisus Walker, 1852
  - Род Semistoechus
  - Род Staurostichus Hull, 1973
  - Род Systoechus Loew, 1855
  - Род Tovlinius Zaitsev, 1979
  - Род Triplasius Loew, 1855
  - Род Triploechus Edwards, 1937
  - Род Xerachistus Greathead, 1995
  - Род Zentamyia
  - Род Zinnomyia Hesse, 1955
- Триба Conophorini Becker
  - Род Aldrichia Coquillett, 1894
  - Род Conophorina Becker, 1920
  - Род Conophorus Meigen, 1803
  - Род Sparnopolius Loew, 1855
- Триба Dischistini Hull
  - Род Dischistus Loew, 1855
  - Род Eusurbus Roberts, 1929
  - Род Gonarthrus Bezzi, 1921
  - Род Isocnemus Bezzi, 1924
  - Род Laurella Heraty, 2002
  - Род Pilosia Hull, 1973
  - Род Robertsmyia
  - Род Sericusia Edwards, 1937
  - Род Sisyrophanus Karsch, 1886
- Триба Eclimini Hull
  - Род Cyrtomyia Bigot, 1892
  - Род Eclimus Loew, 1844
  - Род Lepidophora Westwood, 1835
  - Род Palintonus François, 1964
  - Род Thevenetimyia Bigot, 1875
  - Род Tillyardomyia Tonnoir, 1927
- Триба Hallidini Li & Yeates, 2019
  - Род Hallidia Hull, 1970
  - Род Legnotomyia Bezzi, 1902
  - Род Notolegnotus Greathead & Evenhuis, 2001
  - Род Prorachthes Loew, 1869
- Триба Marmasomini Li & Yeates, 2019
  - Род Marmasoma White, 1917
  - Род Paratoxophora Engel, 1936
- Триба Nothoschistini Li & Yeates, 2019
  - Род Cacoplox Hull, 1970
  - Род Euprepina Hull, 1971
  - Род Nothoschistus Bowden, 1985
- Род Neodischistus Painter, 1933